# Accelerator (Pain of Salvation)
Accelerator è un singolo del gruppo musicale svedese Pain of Salvation, pubblicato il 3 luglio 2020 come primo estratto dall'undicesimo album in studio Panther.
Il singolo è stato pubblicato un giorno prima dell'annuncio dell'addio del bassista Gustaf Hielm dalla formazione, avvenuto in via amichevole a causa della sua impossibilità nel sostenere i ritmi richiesti dalla vita nel gruppo.

## Video musicale
Il video musicale, presentato in concomitanza con il lancio del singolo, è stato diretto da Lars Ardarve e girato nella palestra Skjulstahallen di Eskilstuna in una sessione durata tre giorni.

## Tracce
Testi e musiche di Daniel Gildenlöw.
1. Accelerator – 5:31

## Formazione
Hanno partecipato alle registrazioni, secondo le note di copertina di Panther:
Gruppo
- Daniel Gildenlöw – voce principale, strumentazione
- Johan Hallgren – chitarra, voce
- Léo Margarit – batteria, voce
- Daniel Karlsson – tastiera, chitarra, voce
- Gustaf Hielm – basso, voce

Altri musicisti
- Sandrian Gildenlöw – voce aggiuntiva
- The Dalek – rumorismo aggiuntivo

Produzione
- Daniel Gildenlöw – produzione, missaggio
- Daniel Bergstrand – produzione, missaggio
- Pontus Lindmark – produzione aggiuntiva
- Thor Legvold – mastering